# Carretera Estatal de Idaho 44
La Carretera Estatal de Idaho 44, y abreviada SH 44 (en inglés: Idaho State Highway 44) es una carretera estatal estadounidense ubicada en el estado de Idaho. La carretera se inicia en el oeste desde la I 84     en Caldwell hacia el este en la US 20  , US 26   en Garden City. La carretera tiene una longitud de 37,2 km (23.089 mi).

## Mantenimiento
Al igual que las autopistas interestatales, y las rutas federales y el resto de carreteras estatales, la Carretera Estatal de Idaho 44 es administrada y mantenida por el Departamento de Transporte de Idaho por sus siglas en inglés ITD.